# エキソンパイ

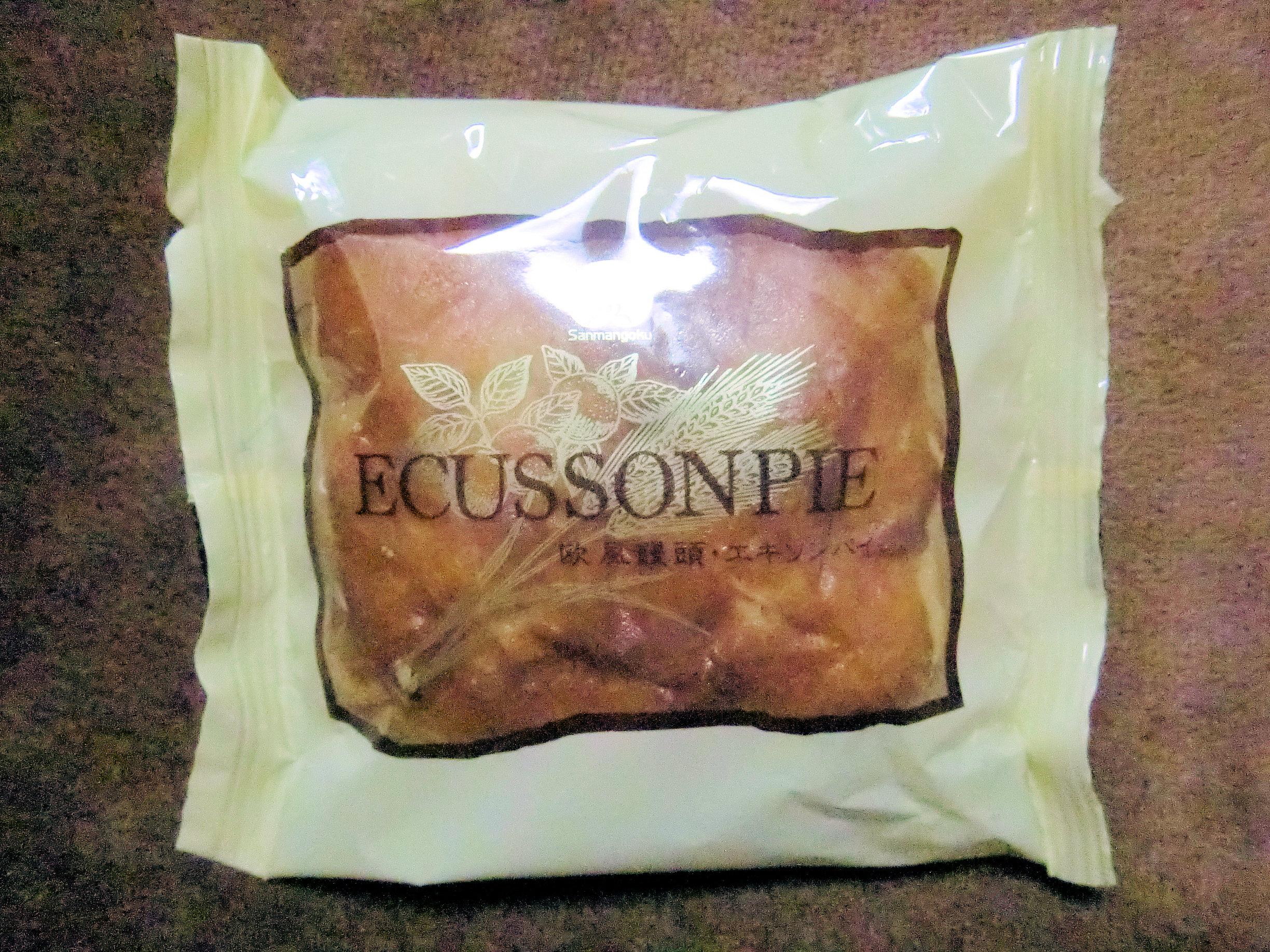
エキソンパイ

エキソンパイは、福島県郡山市の三万石が販売している洋菓子。

## 概要
くるみ入りの餡をパイ皮で包んだ、欧風の饅頭菓子。「エキソン」はフランス語の「盾」をイメージしている。
1960年（昭和35年）の発売以来ロングセラーを記録しており、現在ではままどおると並んで三万石を代表する菓子の一つとなっている。
土産菓子の定番でもあり、ままどおるとセットで販売されることも多い。
2018年12月1日より、原材料や包装材料価格の上昇のため、従来の120円から150円に値上げされた。